# Chronologie de la France sous la Renaissance
Pour un article plus général, voir Chronologie de la France.

## Années 1400

### Années 1450

#### 1453
- 17 juillet : bataille de Castillon - Fin de la guerre de Cent Ans
- 19 octobre : Charles VII entre dans Bordeaux - les Anglais ne conservent plus que Calais

#### 1454
- octobre : évasion de Jacques Cœur de la prison de Poitiers ; il se réfugie à Rome auprès du pape Nicolas V

#### 1456
- 7 juillet : fin du procès de réhabilitation de Jeanne d'Arc

#### 1459
- 3 février : avènement du duc de Bretagne François II

### Années 1460

#### 1461
- 22 juillet : mort de Charles VII - Début du règne de Louis XI 1464 et 1467
- 27 novembre : abolition de la Pragmatique Sanction - Elle sera rétabli entre 1464 et 1467

#### 1465
- 10 mars : publication du « manifeste du Bien public », base de la Ligue du Bien public, révolte nobiliaire contre le roi de France Louis XI
- 16 mars : publication d'un « contre-manifeste » signé de la main du roi Louis XI
- 16 juillet : Bataille de Montlhéry entre Louis XI, roi de France, et Charles le Téméraire
- Traité de Conflans et traité de Saint-Maur entre Louis XI et les féodaux

#### 1468
- Entrevue et traité de Péronne

### Années 1470

#### 1470
- Installation des premières presses d'imprimerie à Paris

#### 1475
- Traité de Picquigny, premier document officiel mettant fin à la guerre de Cent Ans

### Années 1480

#### 1482
- Traité d'Arras

#### 1485
- Guerre folle

#### 1488
- Traité du Verger

### Années 1490

#### 1493
- 23 mai : Traité de Senlis, dont le but est de répartir l'héritage des anciens États bourguignons entre le royaume de France et la famille des Habsbourg. Ce traité permit à l'empereur Maximilien de récupérer les terres d'Artois et de Franche-Comté, naguère terres bourguignonnes.

#### 1494
- Charles VIII envahit l'Italie. Début des guerres d'Italie.

#### 1498
- Avènement de Louis XII.

## Années 1500

### Années 1500

#### 1504
- 22 septembre : Traité de Blois

#### 1508
- 10 novembre : Paix de Cambrai, Louis XII et Maximilien Ier du Saint-Empire s'allient contre la république de Venise.

#### 1509
- 14 mai : Bataille d'Agnadel

### Années 1510

#### 1511
- 1er novembre : Louis XII réunit le concile de Pise, qui suspend le pape Jules II.

#### 1512
- 19 février : Prise de Ravenne par les français
- 11 avril : Victoire des français dans la bataille de Ravenne contre la Sainte-Ligue
- 3 mai : Concile du Latran, qui annule les décisions prises au concile de Pise.
- 6 juin : Défaite des français à Ravenne

#### 1513
- Les suisses envahissent la Bourgogne, partant près de Heuilley-sur-Saône vers Dijon
- 14 septembre : Traité de Dijon que Louis XII ne ratifie pas

#### 1514
- 7 août : Traité de Londres qui prévoit le mariage entre Louis XII et Marie Tudor
- 9 octobre : Mariage de Louis XII et Marie Tudor à Abbeville

#### 1515
- 1er janvier : Mort de Louis XII à Paris, auquel François d'Angoulême succède
- 25 janvier : Sacre de François Ier à la cathédrale de Reims
- 14 septembre : Victoire de François Ier sur les Suisses à la bataille de Marignan
- 13 octobre : Traité de Viterbe, le pape donne Milan à François Ier en échange de sa protection

#### 1516
- 13 août : Traité de Noyon qui confirme celui de Viterbe
- 29 novembre : Une paix perpétuelle ou Paix de Fribourg est instaurée entre les cantons suisses et François Ier
- 10 décembre : Concordat de Bologne entre François Ier et Léon X

### Années 1520

#### 1520
- 7 juin : le camp du Drap d'Or

#### 1522
- 27 avril : Défaite de François Ier face à Charles Quint à la bataille de la Bicoque qui se solde par la perte du Milanais
- 29 mai : L'Angleterre déclare la guerre à la France

#### 1524
- François Ier traverse le comté de Nice et envahit la Provence

#### 1525
- Défaite française à Pavie. François Ier est capturé par les troupes de Charles Quint.

#### 1526
- 14 janvier : Traité de Madrid
- 17 mars : Libération de François Ier en échange de ses deux fils

#### 1528
- François Ier déclare la guerre à Charles Quint

#### 1529
- Paix des Dames mettant fin à la seconde guerre entre François Ier déclare la guerre à Charles Quint

### Années 1530

#### 1532
- 8 décembre : Union de la Bretagne et de la France

#### 1534
- 18 octobre : affaire des Placards

#### 1538
- 18 juin : Paix de Nice entre François Ier et Charles Quint

#### 1539
- 10 août : L'Ordonnance de Villers-Cotterêts fait du français la langue officielle du royaume de France.

### Années 1550

#### 1557
- Défaite française à Saint-Quentin face aux Espagnols.

### Années 1560

#### 1560
- août : assemblée de notables à Fontainebleau.
- 13 décembre : ouverture des états généraux à Orléans.

#### 1562
- 1er mars : Massacre de Wassy

#### 1563
- 18 février : Le duc de Guise est assassiné par le protestant Poltrot de Méré
- 19 mars : Édit d'Amboise

#### 1564
- 9 août : L'édit de Roussillon promulgue le commencement de l'année, en France, le 1er janvier

### Années 1580

#### 1585
- 7 juillet : Traité de Nemours entre Henri III et Henri Ier de Guise

#### 1588
- 21 juillet : Édit d'Union, le roi doit être catholique

### Années 1590

#### 1598
- 13 avril : Promulgation de l'édit de Nantes qui annonce la fin des guerres de religion.